# جون سيمبسون (سياسي كندي، مواليد 1812)
جون سيمبسون (بالإنجليزية: John Simpson)‏ هو مصرفي وسياسي كندي، ولد في 12 مايو 1812 في Rothes ‏ في المملكة المتحدة، وتوفي في 21 مارس 1885 في Bowmanville ‏ في كندا. نشط حزبياً في الحزب الليبرالي الكندي. وقد انتخب عضو مجلس الشيوخ الكندي (1867 – 1885).